# 森野あるじ
森野あるじ（もりの -5月24日-）は日本のFlashクリエーターである。島根県出雲市出身。
Flashムービーの作成やイラストなどを手がける。特にFlashムービーでは完成度の高いアニメーションを多用した本格的なものを制作する。青池良輔、ポエ山、FROGMANと共に『Flashアニメ四天王』の一人と呼ばれていた。
当時ギャグ・MAD系が主流だった日本Flashアニメ界に革命を巻き起こしたと言われる。
かつては印刷関係のデザイナーをしており、Webサイトのインターフェース用にMacromedia Flashを購入したことをきっかけにFlashアニメを作り始めたという。
代表作は『HANOKA〜葉ノ香〜』、『つきのはしずく』、『YUKINO』、『The Mother Mars』、『ホシノ☆オニオン』など。
『HANOKA〜葉ノ香〜』はキッズステーションの「アニメぱらだいす!」内で放送された。
『空のエトラ』をマンガノベルで連載。Web上でマンガ作品とフラッシュ作品を多言語化し、交互に配信していた。
2010年に雪乃たまごとの合作『まくら―にゃ』を公開して以来、長らく自主制作アニメを制作していなかったが、2016年に最新作『こんにゃく丸』を公開した。
2020年5月ごろにTwitterにてオリジナルアニメ創作の引退を表明した。

## 主な作品
- つきのはしずく（2001年・2004年（外伝））
- YUKINO（2002年）
- くりあのすいそう（2003年）
- 青（2003年）
- The Mother Mars（2000年（予告編）・2004年～2005年）
- 魔女の妹（2004年）
- marimari（2005年）
- ことと（2006年）
- HANOKA～葉ノ香～（2007年）
- ホシノ☆オニオン（2007年～2008年）
- 空のエトラ（2008年）
- まくらーにゃ（2010年）
- こんにゃく丸（2016年）